# Autumn Rock Festival
 (juillet 2023).
Motif : Wikipédia est une encyclopédie, pas un roman. Merci de sourcer et de modifier le style de rédaction en conséquence.
 (juillet 2023).
Si vous disposez d'ouvrages ou d'articles de référence ou si vous connaissez des sites web de qualité traitant du thème abordé ici, merci de compléter l'article en donnant les références utiles à sa vérifiabilité et en les liant à la section « Notes et références ».
L'Autumn Rock Festival est né en 1997 à Écaussinnes. Depuis l'an 2000, ce festival a lieu à Braine-le-Comte, en Belgique.
Né à l'initiative des frères David et Jonathan Doclot, le festival est né en 1997 à Écaussinnes pour une première édition en plein air. 
La philosophie du festival est de permettre à des groupes débutants de se produire devant des artistes confirmés et de bénéficier des structures et de la promotion de ce type d'événement.
L'année 1999 fut difficile, la météo capricieuse ainsi que l'absence de pointure mit le festival en péril. Cependant, la proximité entre David Doclot, président et fondateur d'Alternative Rock Foundation et l'échevin de la culture Daniel Renard ainsi que son fils Laurent Renard, membre actif de la Maison des Jeunes "La Tôle Errante", permit de maintenir l'Autumn Rock Festival. Laurent Renard développait sur Braine-le-Comte, ville voisine, le festival du Rock et des Arbres en collaboration avec la Maison des Jeunes. Très vite, les différents protagonistes se mirent autour d'une table et décidèrent de regrouper les énergies pour mettre en place le festival que nous connaissons aujourd'hui[réf. souhaitée]. Olivier Fiévez, futur échevin de la culture, prit la responsabilité de la présidence de la toute nouvelle association Autumn Rock Festival dès les années suivantes. 
Année après année, le festival s'est développé pour arriver à une structure bien rodée prête à accueillir les artistes les plus réputés.
Le festival accueillait près de 7 000 festivaliers et se déroulait sur deux scènes en alternance sur deux jours avec près de 20 artistes de tous horizons (musiques non classiques et alternatives).
En 2014, les organisateurs décident d'arrêter le festival.

## Liste des artistes venus

### 0/9
- 10,000 Women Man 2000
- 14 Weeks  2013

### A
- Abel Caine  2013
- Addiction Tendancies 	2002
- Alpha 2.1  2009
- Agent 5.1 	2003
- Antoine Goudeseune fingerpicking The Beatles 	2013*
- Applefish 	2001
- Aqme 	2008 2013
- Applause 	2011
- Arid 	2010
- Austin Lace 	2000

### B
- Bacon Caravan Creek 	2006 	2010
- Bertignac Louis 	2012
- Betty Goes Green 	2000
- Bikinians 	2008
- Billions of Comrades 	2013
- Blackfeet Revolution 	2013 (annulé)
- Blue Velvet		2007
- Bong Messages 	1999

### C
- Camping Sauvach 	2010
- Candy Cold 2000 	2001
- Castles 	2012
- Cédric Gervy 	2005 	2006  2010* 2011 2013
- Cells 	2004
- Chaka 	1998
- Cheap & Expensive Dj set 2008
- Chilly Pom Pom Pee 	1999
- Code of Harry 	2011
- Cosy Mozzy et Jean Montevideo 2009
- Coverplay 	2012
- Crazy Lady Madrid 	2011
- Crawfish 	1997 	1998
- Crystal Palace 	2002
- Curiosity 	2012

### D
- Da Familia 	2003 	2004 	2006
- Daan 	2001 	2008
- Dagoba  2009
- Dark Sensation 	2010
- David Bartholomé 	2012
- De Volanges 	2003 	2006
- De Xm 	2004
- Dirty Bees 2008
- DJ Shadow 	1999
- DJ Silly Manu 	2005 	2006 	2007
- Do or Die 	2005
- Dogmeat 	2005
- Dorian 	1999
- Driving Dead Girl 	2011
- Dr Voy  2009
- Drop Down 	1999

### E
- EC-70 	2010
- Embuscade 	1997
- Empyr 	2011
- Eté 67 2005 	2006          2010
- Eths 	2012
- Experimental Tropic Blues Band   2007 2012

### F
- Fake 	2005
- Fight da Point 	1998
- Flexa Lyndo 	2005
- Freaks 	2005
- Fred & The Healers 	2002
- Fusty Delights 	2011

### G
- Gaëtan Streel 	2013
- Geike 	2012
- Girls in Hawaii 	2008
- Ghinzu 	2003
- Gonzo 	2008
- Great Mountain Fire 	2011

### H
- Hewitt  2009
- Hollywood Bowl 	2012
- Hollywood Porn Stars 	2003 	2008
- Hulk 	2001 	2006
- Hudson 	2012

### I
- I am X 	2005
- Inc.Ognito 	2012 2013
- Isola 	2010

### J
- Jane Doe & The Black Bourgeoises 	2013
- Jelly 	2006
- Jeronimo 	2002 	2003 2009
- Johnny Flashback 	2013
- Joshua 2007 2009 2012
- Joy	2011

### K
- Kid Noize 	2011
- Kikunpaï 	1999 	2007
- Kinsley 	2002
- Kiss & Drive 	2012
- Komah 	2008  2009
- Kupid Kids  2009    2010

### L
- Larko 	2010
- Leaps 2007
- Le Bal des Enragés 	2013
- Le Grand Jojo 	2013
- Les Brochettes 	1998
- Les Jean-Louis 	2005
- Les Slugs 	1998
- Los Petardos 	2011
- Low Density Corporation 	2001

### M
- Mademoiselle Nineteen 	2012
- Malibu Stacy 	2006
- Machine Gun  2013
- Machine Skud  2009    2011
- Mass Hysteria 	2007      2010		2012
- Mawkish 	2002
- Melchior 	2003 	2004 	2006  2013
- MHD  2013
- Miam Monster Miam 	2001
- Milk Inc.  2009
- Mirrorball 	2003 	2004 	2006
- Mister Cover 	2012 2013
- MLCD 	2011
- Monsoon 	2005
- Montevideo 	2006
- Moonpie 	2003
- Mud Flow 	2001 2007

### N
- Neverkrist 2007
- Nicolas Testa 	2007
- Nolia 	2012
- Nomad Experiment 2008
- No Thing 	1997

### P
- Papa Dada   2009
- Pauvre Henry 	2002
- Perry Rose 	2013
- Pieter Jan De Smet 	1999 	2000
- Pignition 	2006
- Pizbwin 	1998
- Plethora 	2008
- Puggy 	2010 2013
- Punish Yourself 	2010
- Poulycroc 	2007     2010
- PPz30 	1997

### R
- Romano Nervoso   2009 2012

### S
- Saint André 	2008
- Saule et les Pleureurs 	2007
- Set The Tone   2009
- Sharko 	2004 2007
- Side Effect 	1999
- Silver Riot 	2007
- Soulbleed 	2007
- Soldout 	2004
- Starving 	1999 	2003   2009
- Suarez  2009   2011
- Suicide of Demons 	2008
- Sunshine & Hurricanes 	2007
- Superamazoo 	2006
- Superbus 	2013
- Superlux 	2004 2007
- Sttellla 	2010

### T
- The Black Tartan Clan 	2011  2013
- The K. 	2012
- The Lords of Skull Island 	2010
- The Moon Invaders 	2004    2010
- The Moonshine Playboys  2009
- The Mutant Wolf 	2006
- The Sextress 	2010
- The Trees 	1997 	1999
- Thot 	2010

### V
- Vanilla Coke 	2000
- Vegas 	2012
- Venus 	2006
- Verso 	1999
- Virgil 	2001
- Vismets 	2008    2011
- Von Durden 	2007    2008    2011

### W
- Walkin'Machine 2008
- Les Wampas 2009
- William Dunker 2001
- Work 2008

### Y
- Yel 2000, 2002, 2004,  2011

### Z
- Zita Swoon 2005

### Lieu
Parc du Champ de la Lune à Braine-le-Comte (Belgique) : situé dans le centre-ville, à moins d’un kilomètre de la gare de Braine-le-Comte.
Braine-le-Comte se situe entre Bruxelles et Mons.
Deux scènes en alternance installées dans le parc (Park Stage et Moon Stage).